# Burdinha
Burdignes és un municipi francès situat al departament del Loira i a la regió d'Alvèrnia-Roine-Alps. L'any 2007 tenia 358 habitants.

## Demografia

### Població
El 2007 la població de fet de Burdignes era de 358 persones. Hi havia 140 famílies de les quals 36 eren unipersonals (20 homes vivint sols i 16 dones vivint soles), 56 parelles sense fills i 48 parelles amb fills.
La població ha evolucionat segons el següent gràfic:
Habitants censats

### Habitatges
El 2007 hi havia 209 habitatges, 148 eren l'habitatge principal de la família, 51 eren segones residències i 10 estaven desocupats. 189 eren cases i 20 eren apartaments. Dels 148 habitatges principals, 119 estaven ocupats pels seus propietaris, 23 estaven llogats i ocupats pels llogaters i 6 estaven cedits a títol gratuït; 1 tenia una cambra, 13 en tenien dues, 19 en tenien tres, 29 en tenien quatre i 86 en tenien cinc o més. 117 habitatges disposaven pel capbaix d'una plaça de pàrquing. A 66 habitatges hi havia un automòbil i a 75 n'hi havia dos o més.

### Piràmide de població
La piràmide de població per edats i sexe el 2009 era:
| Homes | Edats   | Dones |
| ----- | ------- | ----- |
| 0     | 95 o +  | 0     |
| 0     | 90 a 94 | 0     |
| 0     | 85 a 89 | 4     |
| 4     | 80 a 84 | 0     |
| 0     | 75 a 79 | 0     |
| 16    | 70 a 74 | 12    |
| 12    | 65 a 69 | 12    |
| 0     | 60 a 64 | 4     |
| 4     | 55 a 59 | 20    |
| 8     | 50 a 54 | 4     |
| 24    | 45 a 49 | 20    |
| 32    | 40 a 44 | 8     |
| 4     | 35 a 39 | 20    |
| 0     | 30 a 34 | 4     |
| 8     | 25 a 29 | 4     |
| 12    | 20 a 24 | 8     |
| 12    | 15 a 19 | 12    |
| 28    | 10 a 14 | 12    |
| 16    | 5 a 9   | 12    |
| 0     | 0 a 4   | 4     |

## Economia
El 2007 la població en edat de treballar era de 232 persones, 178 eren actives i 54 eren inactives. De les 178 persones actives 168 estaven ocupades (96 homes i 72 dones) i 10 estaven aturades (4 homes i 6 dones). De les 54 persones inactives 31 estaven jubilades, 10 estaven estudiant i 13 estaven classificades com a «altres inactius».

### Ingressos
El 2009 a Burdignes hi havia 147 unitats fiscals que integraven 363 persones, la mediana anual d'ingressos fiscals per persona era de 15.774 €.

### Activitats econòmiques
Dels 24 establiments que hi havia el 2007, 2 eren d'empreses extractives, 1 d'una empresa alimentària, 5 d'empreses de fabricació d'altres productes industrials, 8 d'empreses de construcció, 1 d'una empresa de comerç i reparació d'automòbils, 1 d'una empresa de transport, 1 d'una empresa d'hostatgeria i restauració, 3 d'empreses de serveis i 2 d'empreses classificades com a «altres activitats de serveis».
Dels 12 establiments de servei als particulars que hi havia el 2009, 2 eren tallers de reparació d'automòbils i de material agrícola, 2 paletes, 2 guixaires pintors, 3 fusteries, 1 lampisteria, 1 perruqueria i 1 restaurant.
L'any 2000 a Burdignes hi havia 32 explotacions agrícoles que ocupaven un total de 925 hectàrees.

## Equipaments sanitaris i escolars
El 2009 hi havia una escola elemental.

## Poblacions més properes
El següent diagrama mostra les poblacions més properes.